# 안도 도모야
안도 도모야(일본어: 安藤 智哉, 1999년 1월 10일~)는 일본의 축구 선수이다.

## 구단 경력
그는 2021년 J3리그의 FC 이마바리에 입단했다. 2022년까지 44경기에 출전하여, 7득점을 넣었다. 2023년 J2리그의 오이타 트리니타로 이적했다. 2024년까지 64경기에 출전하여, 2득점을 넣었다. 2025년 J1리그의 아비스파 후쿠오카로 이적했다.

## 국가대표팀 경력
그는 2025년 EAFF E-1 풋볼 챔피언십에 참가할 일본 국가대표팀에 발탁되었으며, 7월 8일 홍콩와의 경기에서 데뷔했다. 대회 우승에 기여했다.